# Zamach w Strasburgu (2018)

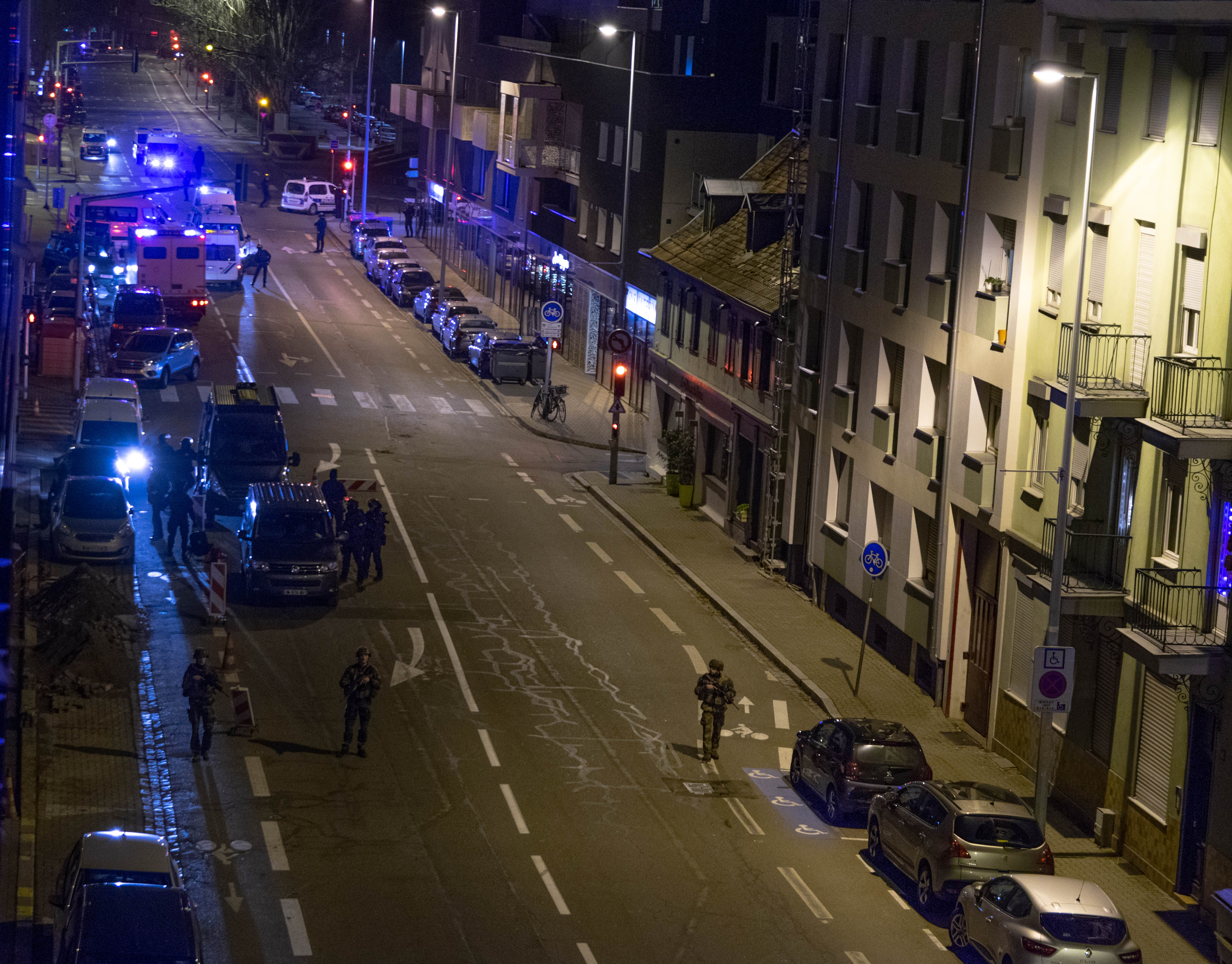
Uzbrojeni policjanci na ulicach Strasburga po ataku

Zamach w Strasburgu – zamach terrorystyczny, do którego doszło 11 grudnia 2018 w Strasburgu we Francji, podczas jarmarku bożonarodzeniowego. Sprawcą ataku był 29-letni Chérif Chekatt, obywatel Francji pochodzenia algierskiego.

## Przebieg
Do zdarzenia doszło w czasie jarmarku bożonarodzeniowego (Christkindelsmärik), gdy Chérif Chekatt zaczął strzelać do ludzi krzycząc „Allah Akbar”. Terrorysta posługiwał się rewolwerem MAS Mle 1892, wyprodukowanym w Manufacture d'armes de Saint-Étienne (model z 1892 roku), który używany był przez żołnierzy francuskich w epoce przed I wojną światową. W wyniku zamachu zginęło 5 osób, w tym Bartosz Niedzielski, a 10 osób odniosło obrażenia. Według relacji reporterów BFMTV napastnik w trakcie wymiany ognia z żołnierzami został ranny, lecz uciekł taksówką.

## Sprawca
Sprawca ataku Chérif Chekatt urodził się 24 lutego 1989 w Strasburgu i mieszkał w dzielnicy Neudorf. Był 27 razy skazywany za dokonanie 27 przestępstw we Francji, Niemczech i w Szwajcarii. Znajdował się na tzw. liście S uwzględniającej przestępców mogących stanowić zagrożenie terrorystyczne. Został zastrzelony w obławie policyjnej 13 grudnia 2018 około godz. 21 w Neudorf, dzielnicy Strasburga, z której pochodził.

## Ofiary
Według stanu na 16 grudnia 2018 bilans zamachu wynosił 5 ofiar śmiertelnych oraz 10 rannych, w tym 3, których stan był poważny. Wśród zabitych przez terrorystę byli:
- 61-letni obywatel francuski Pascal Verdenne, zginął na miejscu;
- Kamal Naghchband, uchodźca z Afganistanu, zmarł 12 grudnia[13];
- Anupong Suebsamarn, turysta z Tajlandii, zginął na miejscu;
- włoski dziennikarz Antonio Megalizzi, zmarł 14 grudnia[14];
- także 35-letni, pochodzący z Katowic, a mieszkający we Francji, Polak Bartosz Niedzielski, zmarł 16 grudnia[15][16].